# ボクサー装輪装甲車
ボクサー装輪装甲車（ボクサーそうりんそうこうしゃ、Boxer wheeled armored vehicle）は、ドイツとオランダの多用途装輪装甲車である。別名"GTK"（Gepanzertes Transport Kraftfahrzeug; armoured transport vehicle）。"Boxer"とも呼ばれ、旧称は"MRAV"（Multirole Armoured Vehicle）とも呼ばれていた。後部に搭載する『ミッション・モジュール』を交換することで各種装輪装甲車が担ってきた任務に対応できるのが特徴。
本車は、ARTEC（ARmoured vehicle TEChnology）GmbH インダストリアル・グループによって製造され、計画はOCCAR（Organisation conjointe de coopération en matière d'armement; Organisation for Joint Armament Cooperation）によって管理された。ミュンヘンに本社を構えるARTEC GmbH社は、ドイツ側にクラウス＝マッファイ社とラインメタル社を、オランダ側にStork PWV社（現在ではラインメタル社の子会社となっている）を、それぞれ親会社として持っている。

## 開発・生産計画
1990年後半にドイツ、イギリス、フランスは各国の陸軍の装甲車両を更新する必要があった。ドイツは装軌式のM113と装輪式のフクス、イギリスは装軌式のFV432やスコーピオンなど、フランスは装軌式のAMX-10Pの後継となる装輪装甲車をこの3ヶ国で共同開発することにした。1998年4月末、これらの国は次世代装輪装甲車の開発・生産を行なう共同事業体、ARTEC (アーマード・テクノロジー) 社を設立し、GTK/MRAV/VBCIというそれぞれ個別の開発計画名称を与えた。
フランスは1999年に、VBCI開発計画を独自で行なうことし、ARTEC社による共同開発計画から脱退した。残されたドイツとイギリスの2国は、GTK/MRAV開発計画を推進する新たな共同事業体としてOCCAR (統合武装協力機構) を設立。両国向けに指揮車型と兵員輸送型を両国に2輌ずつ、合計8輌を試作して評価運用することにした。
フランスも含めた3ヶ国が加わっていた当初からベース・シャーシは共通とし、その上のモジュール構造部を各国の要求に合わせ開発する事になっており、ARTEC社によるGTK/MRAV開発計画となってからは、8輪駆動型または6輪駆動型の操縦席を含む動力・走行系を備えたシャーシの上に、各種ミッション・モジュールを任務に応じて搭載する方式が採られることになった。先の試作車両に加えて、1999年末の契約では2ヶ国向けに計300輌を量産し、2006年6月から2009年3月にかけて引渡されることとなった。
2001年2月、オランダがオランダ王国陸軍のM577とYPR-765代替のために、新たにこの計画に加わった。これにより計画はGTK/MRAV/PWVと呼ばれ、試作車両は計12輌、第1次の量産数も3ヶ国に200輌ずつ計600輌が生産されることになった。最終的には独クラウス・マッファイ・ウェグマン (KMW社)、独ラインメタル・ランドシステム社、英アルビス・ビッカース社、蘭ストークNV社がARTEC社の元で開発と生産を担当することになった。オランダはYPR-765の内の戦闘用車種はCV90 IFVで代替される予定である。
2002年、最初の試作車がドイツに引き渡され、ドイツ国内で評価試験が行なわれた。2002年12月には完成した試作車両の2号車が公開され「ボクサー」と命名された。2003年までにドイツは主にエンジンと駆動系と車内電子装置を、オランダは各種のサブシステムを担当としていたが、2003年にイギリスが計画からの撤退を表明し、英アルビス・ビッカース社が担当していたシャシーの生産が困難となった。この撤退は英軍のFRES (将来型緊急展開システム) 計画によって空輸が容易な軽量車が求められたためだった。
ドイツとオランダは計画の維持を決め、独KMW社がAPCと救急車型を、独ラインメタル社が指揮車型と救急車型の一部を、蘭ストークス社がオランダ陸軍向けの救急車型、カーゴ型、戦場修理車型、指揮車型といった全車種を担当する事となった。これによりドイツ連邦陸軍は、APCを135輌、指揮車型を65輌、救急車型を72輌の合計272輌を2009年の末から受領する予定とされ、同様に、オランダ陸軍は移動司令部型を55輌、独自の装甲救急車型を58輌、カーゴ型27輌、カーゴ/指揮通信車型19輌、工兵輸送車型41輌の合計200輌を2011年以降に受領するとされ、追加や遅延が無ければ全ての生産と引渡しは2016年に終了する予定とされた。
2003年10月にはオランダに最初の試作車が引き渡された。量産出荷は2004年から開始される予定であったが、2008年まで生産が遅れた。
2006年12月13日、ドイツ議会は独陸軍向けとしてボクサー272輌の取得に同意し、M113装甲兵員輸送車とフクス Tpz 1の代替に振り分けられた。多数のフクスが2020年までに退役するため、さらに多くのボクサーが必要とされる見込みとなった。現在のところ、約600両のボクサーがドイツ連邦陸軍向けに計画されている。
2007年6月には、英国のFRES計画の多目的装甲車の候補の1つに上げられたが、2008年8月頃、スイスのモワーグ社のライセンス生産先であるゼネラルダイナミクスUK社製のピラーニャVが暫定的に選ばれた。しかしこれも再度撤回され、2018年にボクサーをMIV(機械化歩兵車両) として製造の60%を英国内で行う条件で契約が締結された 。

## 設計

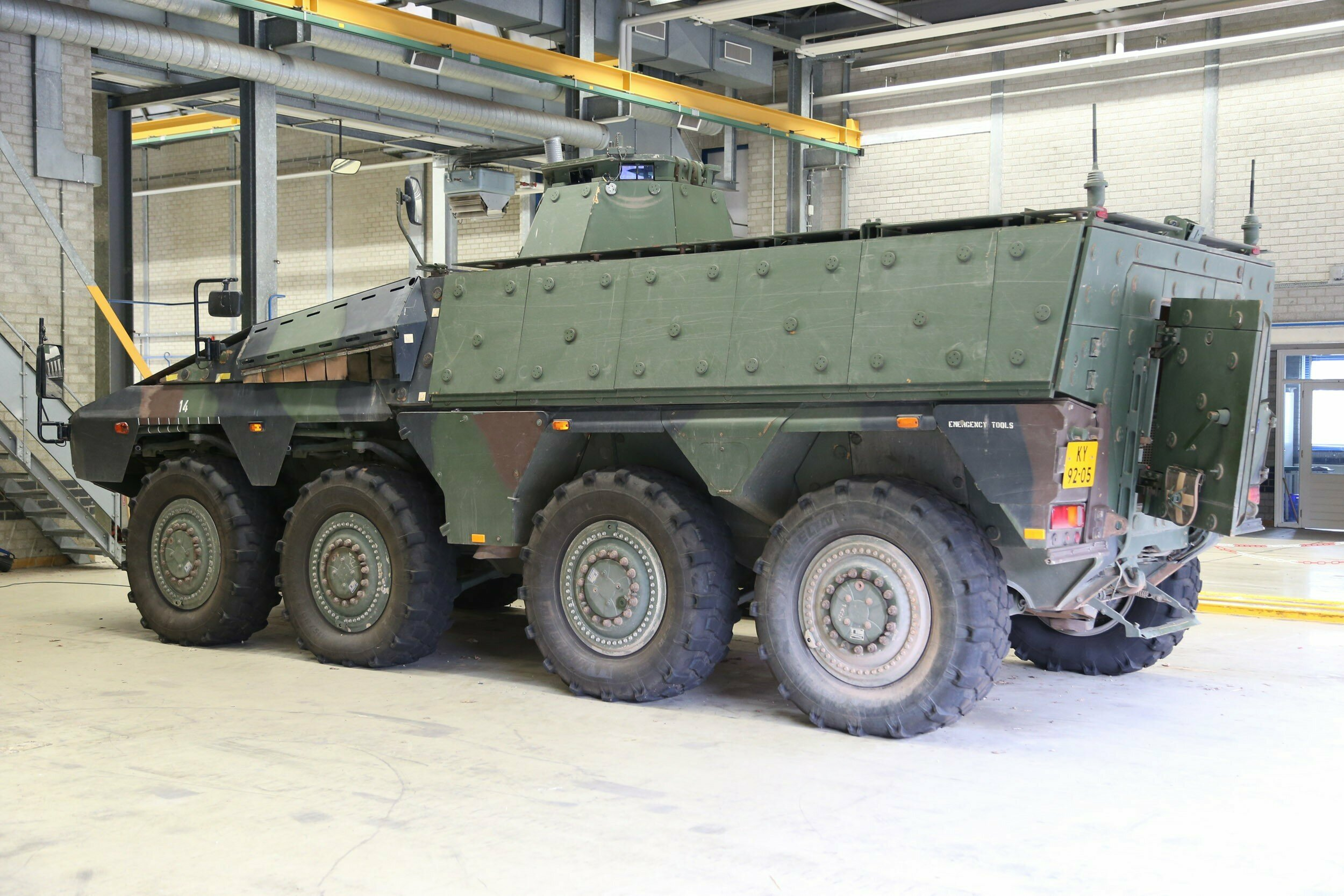
試作車 (2013年)

ボクサーの車体は小型化が続く近年の車両群と比べ大きく、33tの戦闘重量は、他の同用途の現代型車両より10t程重くなっている。
ボクサーは多様な任務に応じて交換できる複数のミッション・モジュールにより、様々な要求に柔軟に対応できる。ベース・シャーシはモジュールとは独立しており、各モジュールは1時間以内で交換が可能になっている。また各モジュールには3重床と共に安全セルが組み込まれ、屈曲形成された防弾鋼板で構成されている。これにより外部に追加装甲を取り付けることで必要な防御力を得る構造になっている。
ボクサーは効率的かつ容易に保守が行なえるよう高度に規格化され、エアバスのA400M輸送機で空輸できるように設計されている。また導入国が独自のモジュールを設計することも可能である。

### 比較
|          | 96式          | M1126       | CM-32       | ZBL-08      | ボクサー    | AMV          | ブーメランク   | エイタン     |
| -------- | ------------- | ----------- | ----------- | ----------- | ----------- | ------------ | -------------- | ------------ |
| 画像     |               |             |             |             |             |              |                |              |
| 全長     | 6.84 m        | 6.95 m      | 7.0 m       | 8.0 m       | 7.88 m      | 7.70 m       | 8.0 m          | 不明         |
| 全幅     | 2.48 m        | 2.72 m      | 2.70 m      | 2.1 m       | 2.99 m      | 2.80 m       | 3.30 m         | 2.80 - 3.0 m |
| 全高     | 1.85 m        | 2.64 m      | 2.30 m      | 3.00 m      | 2.37 m      | 2.30 m       | 3.00 m         | 2.5 - 3.00 m |
| 重量     | 約 14.5 t     | 約 16.47 t  | 約 22.0 t   | 約 21.0 t   | 25.2 - 33 t | 16 - 26 t    | 約 25 t        | 30 - 35 t    |
| 最大出力 | 360 hp        | 350 hp      | 450 hp      | 440 hp      | 805 hp      | 480 - 600 hp | 750 hp         | 750 hp       |
| 最高速度 | 100 km/h      | 100 km/h    | 105 km/h    | 105 km/h    | 103 km/h    | 100 km/h     | 100 km/h       | 90 km/h      |
| 乗員数   | 2名+戦闘員8名 | 2名+兵員9名 | 3名+兵員7名 | 3名+兵員7名 | 3名+兵員8名 | 3名+兵員12名 | 3名+兵員7～9名 | 3名+兵員9名  |

### ミッション・モジュール

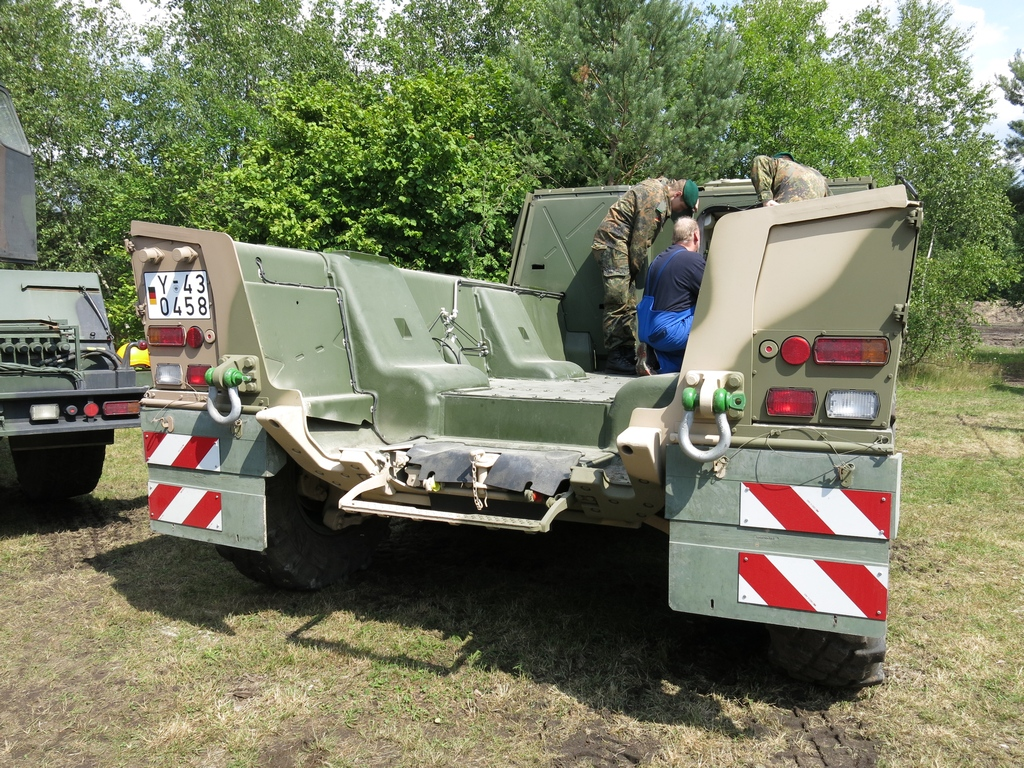
ベース・シャーシ

以下のミッション・モジュールが予定されている。
- 装甲兵員輸送モジュール
- 移動司令部モジュール（通信指揮車）
- 救急搬送モジュール（装甲救急車）
- 医療モジュール（移動野戦病院）
- 兵站モジュール（装甲トラック）
- 戦闘被害修理モジュール（戦闘工兵車）
- NEMO迫撃砲モジュール（自走迫撃砲）
- 155mm榴弾砲モジュール（自走榴弾砲）（RCH 155）
- 105mm機動砲システムモジュール
- スカイレンジャー35／スカイレンジャー30対空砲モジュール（自走式対空砲）

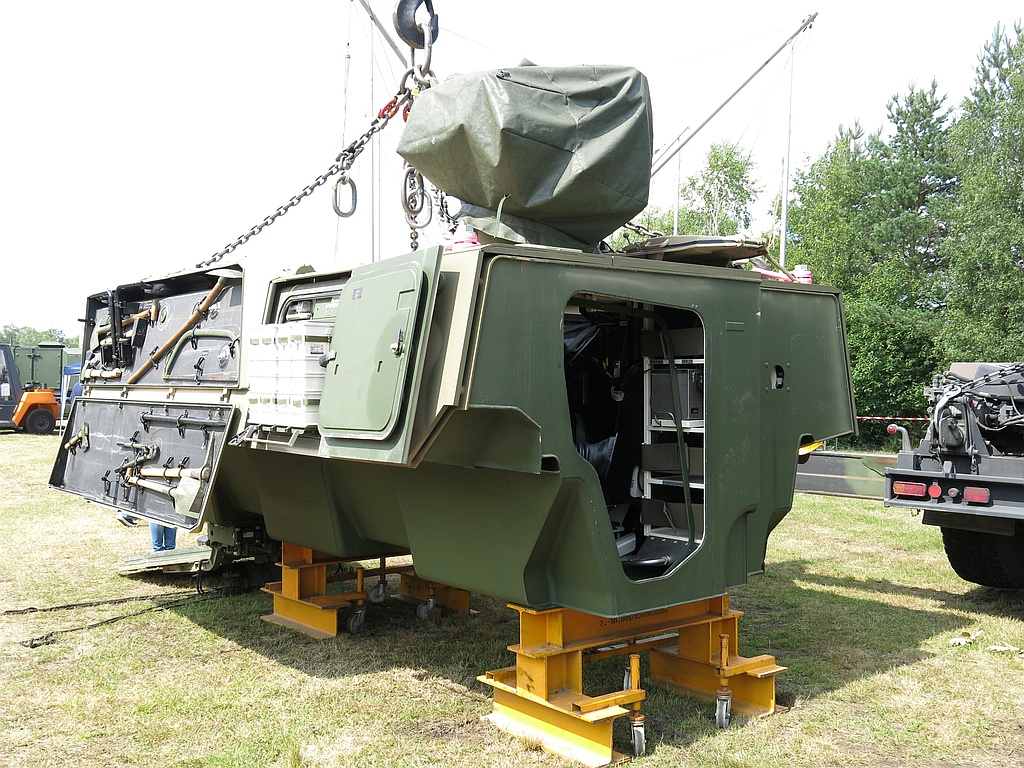
ミッション・モジュール
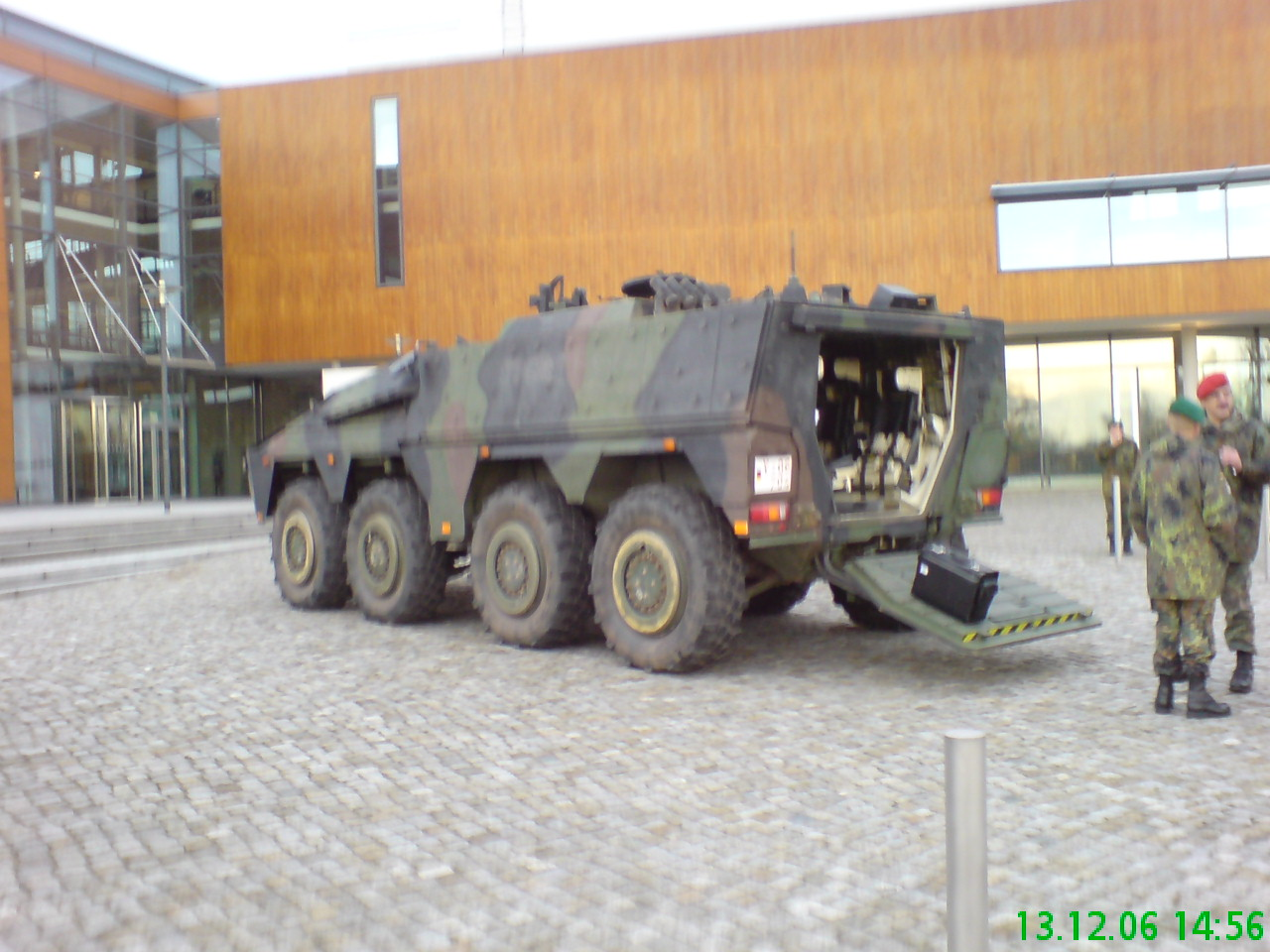
装甲兵員輸送モジュールを取り付けた状態
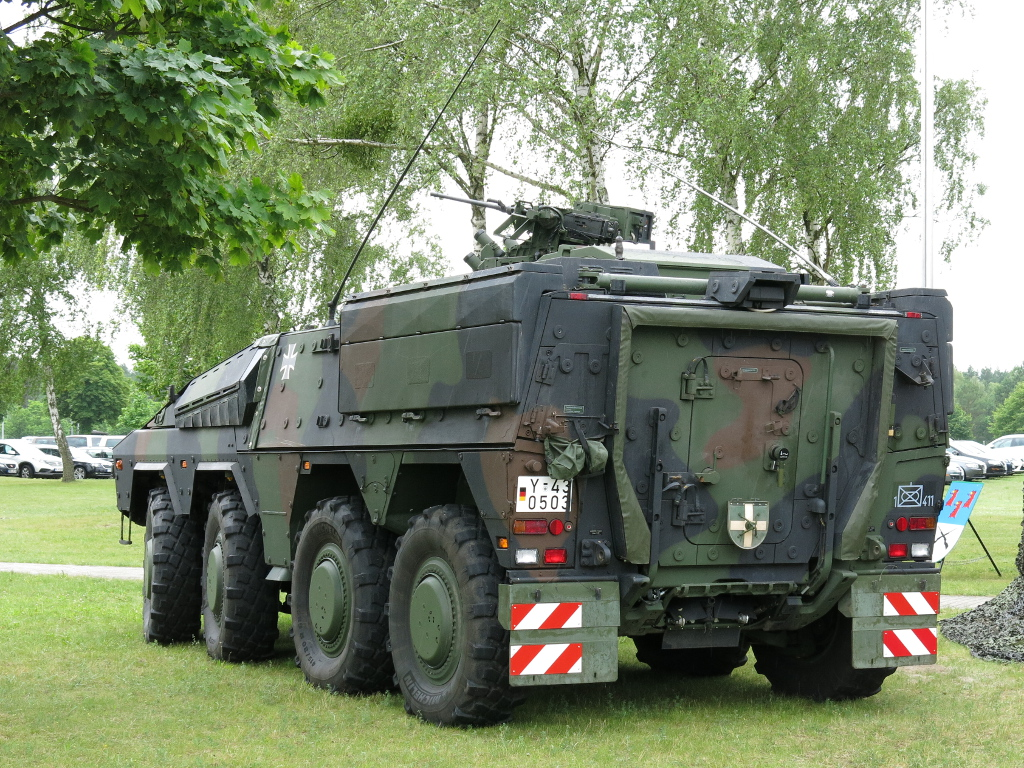
移動司令部モジュールを搭載したボクサー
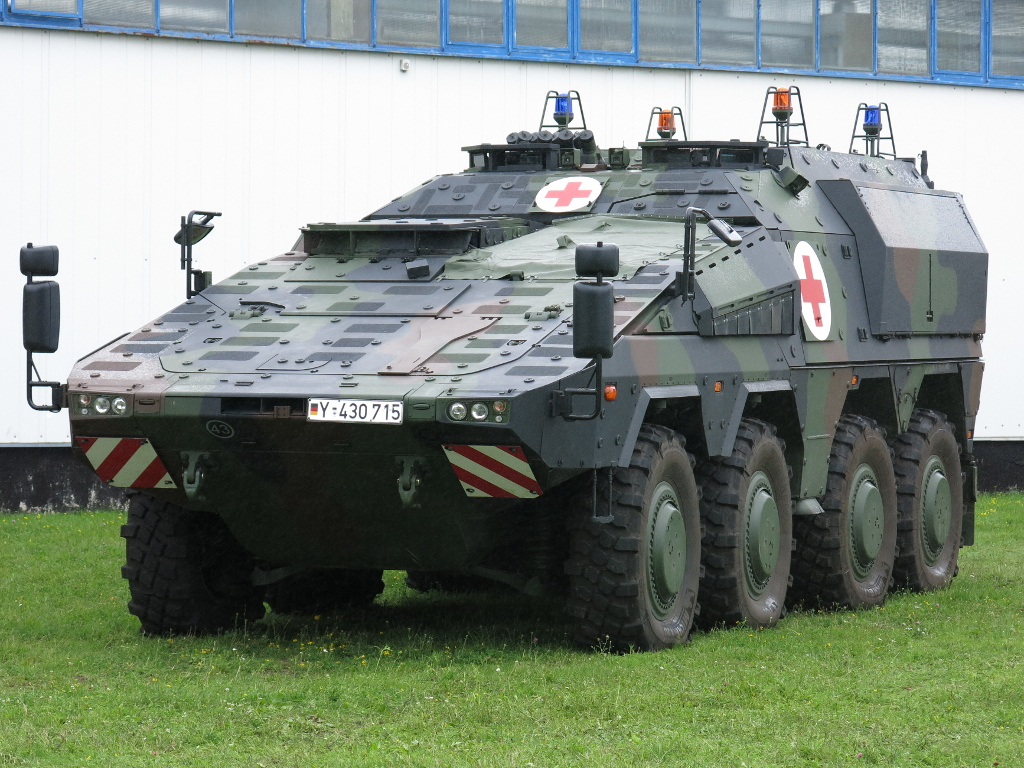
医療モジュールを搭載したボクサー
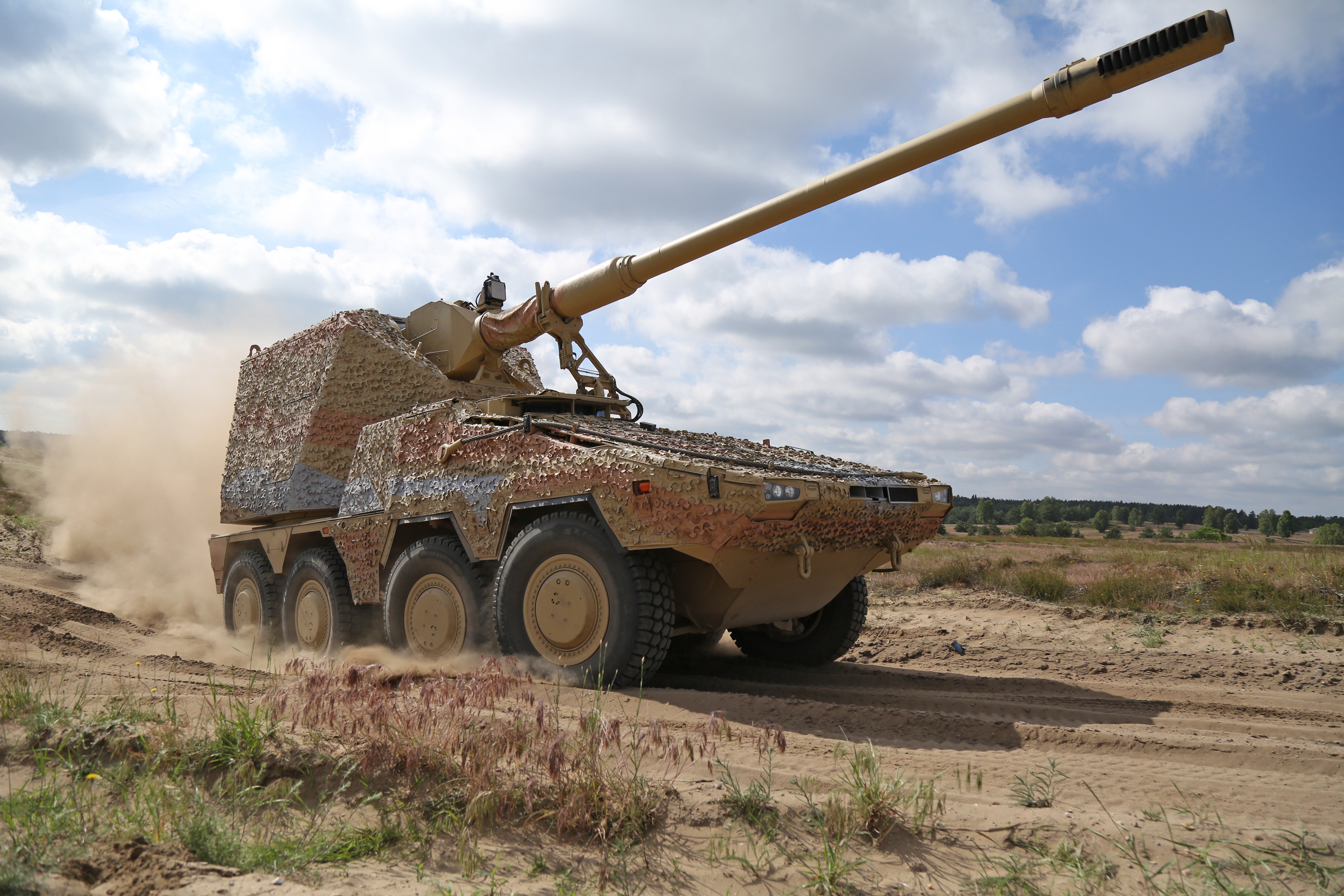
155mm榴弾砲モジュール搭載型
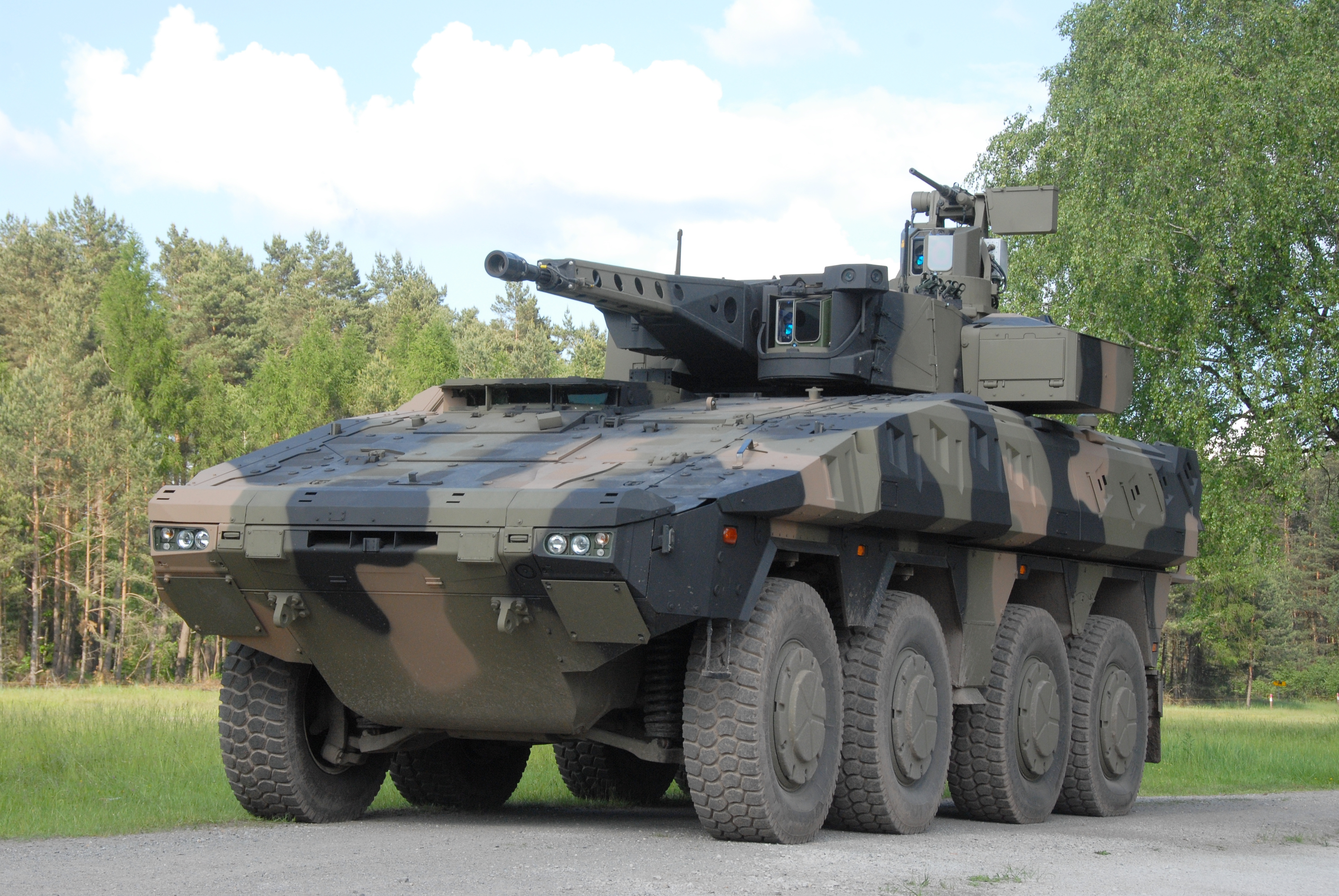
ボクサーCRV（30mm機関砲+対戦車ミサイル)

### 武装

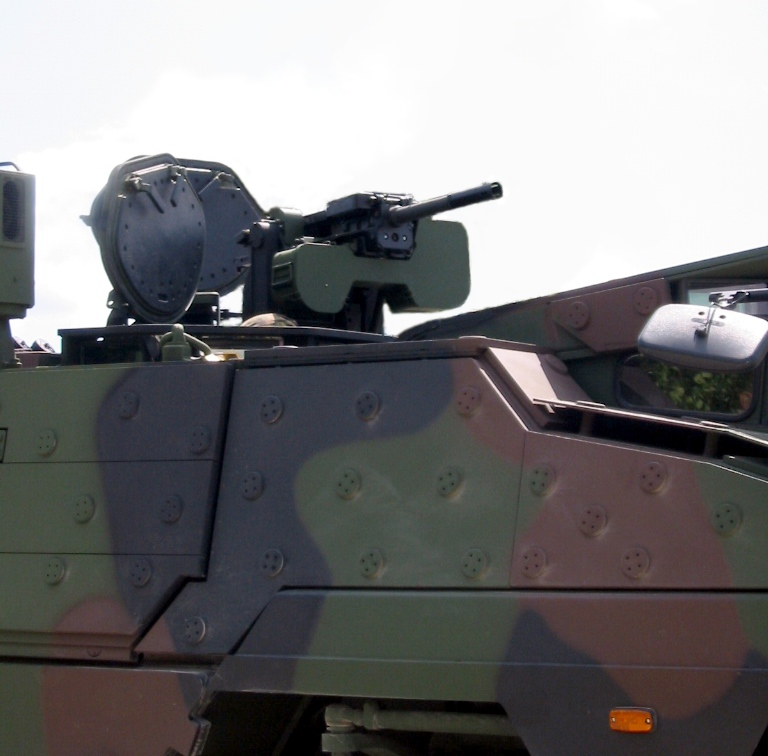
独ヘッケラー&コッホ社製のGMW40mm自動擲弾発射器を搭載したボクサー

独陸軍向けのAPCでは、可視光/赤外線照準装置とレーザー測距装置を持つRWSは安定化され、7.62mm機関銃、12.7mm重機関銃、40mm自動擲弾発射器のいずれかが選ばれる。
蘭陸軍向けでは、RWSではなく12.7mmブローニングM2重機関銃が搭載される。いずれも、車体後部に76mm発煙弾発射機が計8個分、標準搭載される。

### 防護
基本となる車体は硬質鋼で作られ、この基本車体と車両のセル（"vehicle cell"）との間には、モジュラー装甲（"modular armor"）が挟み込まれ、これら3つのエレメントがボルトで固定される。
モジュラー装甲は今のところ特殊なセラミックス複合体であるが、将来、その厚板を交換するだけで容易に新たな装甲技術へも対応が可能となる。全周に渡って14.5mmの徹甲弾に対して装甲防御力を持ち、さらに底面部を覆う追加装甲パッケージも開発されている。ERAも開発済みである。
車体装甲は、トップアタック子弾や対人地雷に対しても防護し、衝撃吸収機能の備わった「吊り座席」によって車体下での爆発から乗員を保護するよう設計されている。与圧式のNBC防御装置と改良型空調装置が標準搭載され、動力室と乗員・兵員室には自動消火装置が標準搭載される。
本車には、熱・レーダー・音響に対する高度なステルス技術が用いられている。排気管は車体左側の第2輪と第3輪の間に下方に向けられ熱放射を低減しており、走行音は小さくなるよう配慮され、車体形状もレーダー反射特性が考慮されている。

### 車内配置
前部右側には操縦席があり、左側はディーゼル・エンジンを中心とするパワーパックが収められた動力室になっている。その後部はミッション・モジュールとなっている。なおドイツとオランダは共に左ハンドル国で軍用車両もそれに準じ、ボクサーが右ハンドルとした理由は不明だが、やはり右ハンドル国であるイギリス、オーストラリアで採用に到っている。
操縦席のある操縦室には、3個のペリスコープ付きの動力式ハッチが後側ヒンジで開くようになっている。また、後部のミッション・モジュールへも出入りできる。

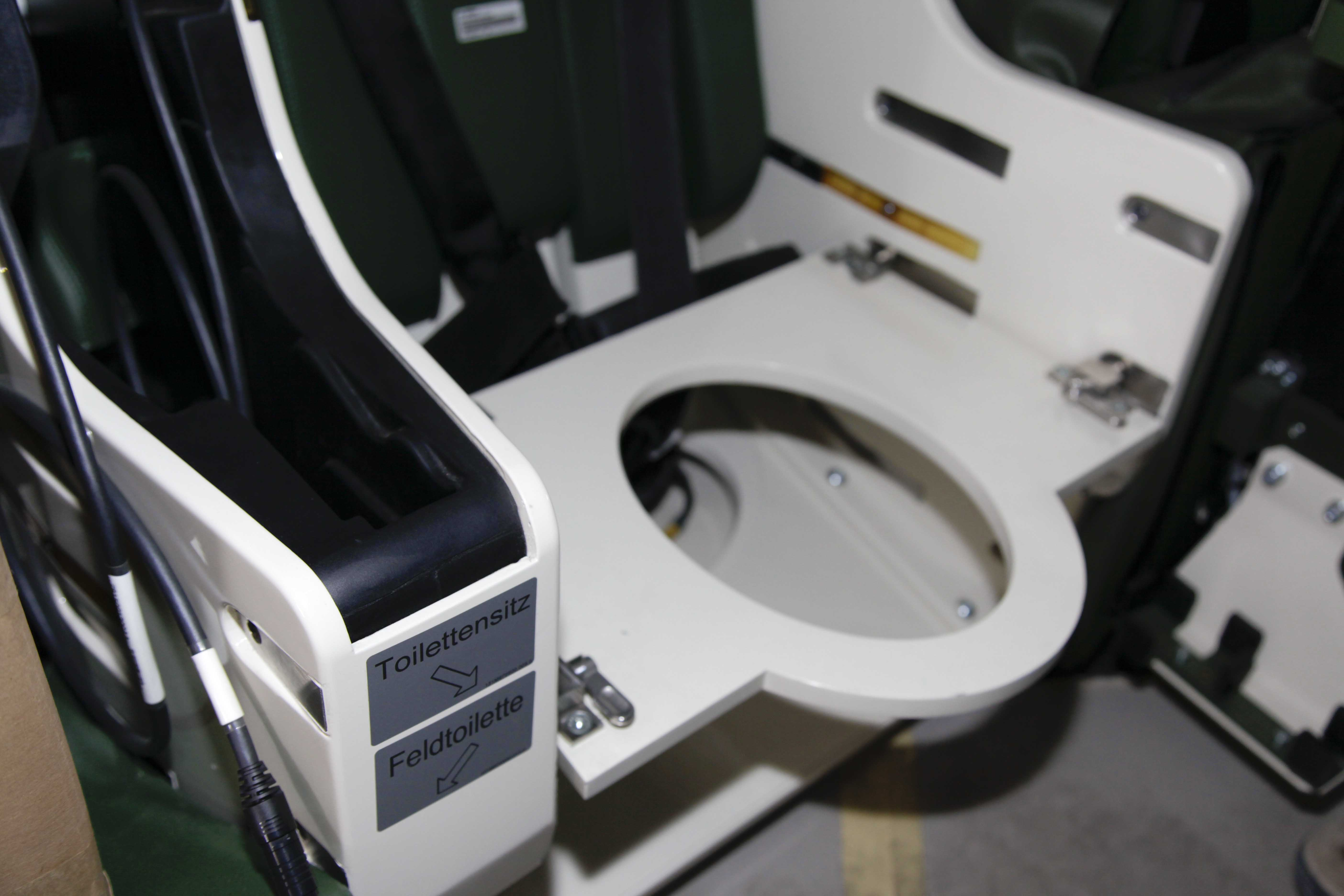
ドイツ向けボクサーの車内に設置されている簡易トイレ
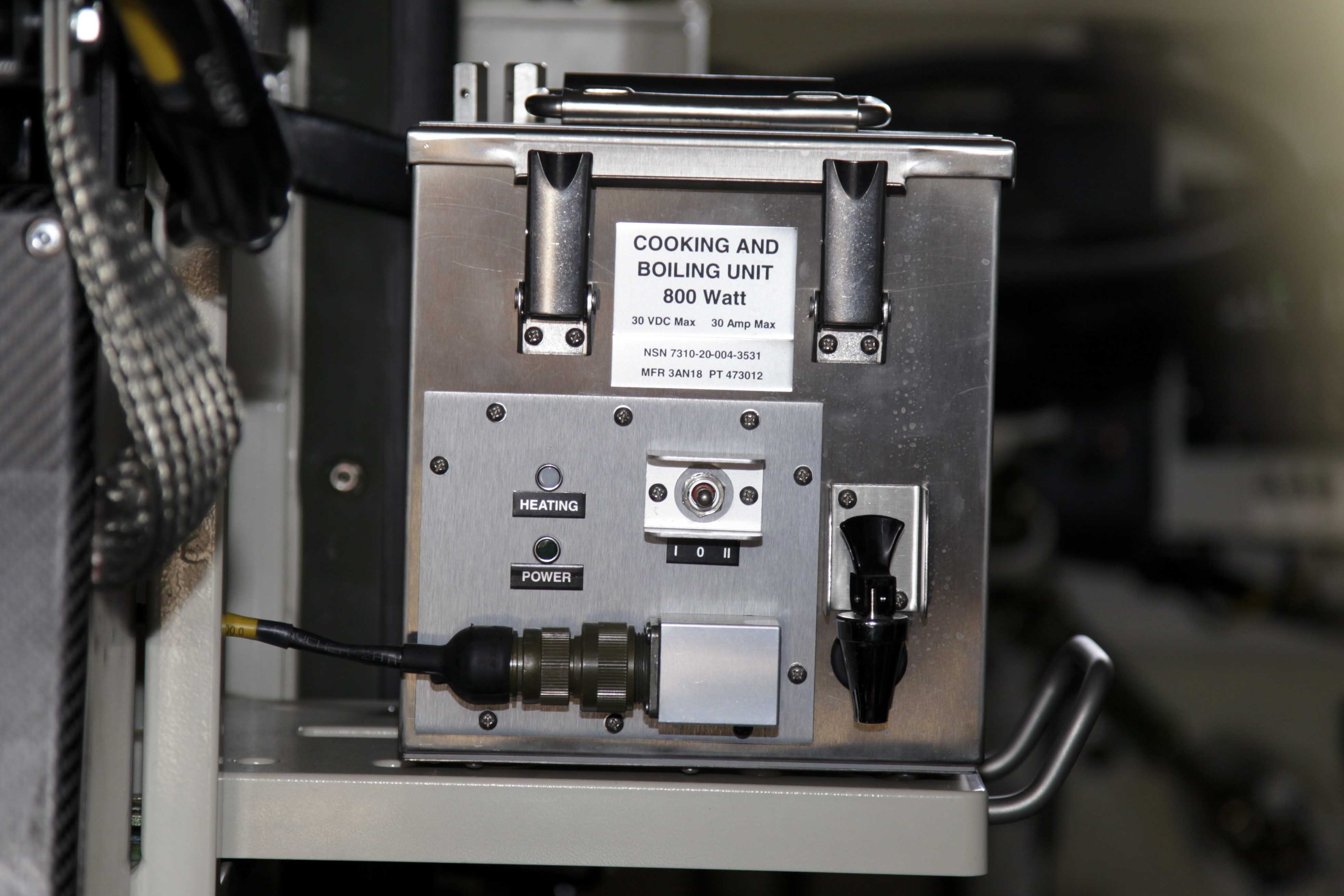
簡易調理ユニット

### 駆動系

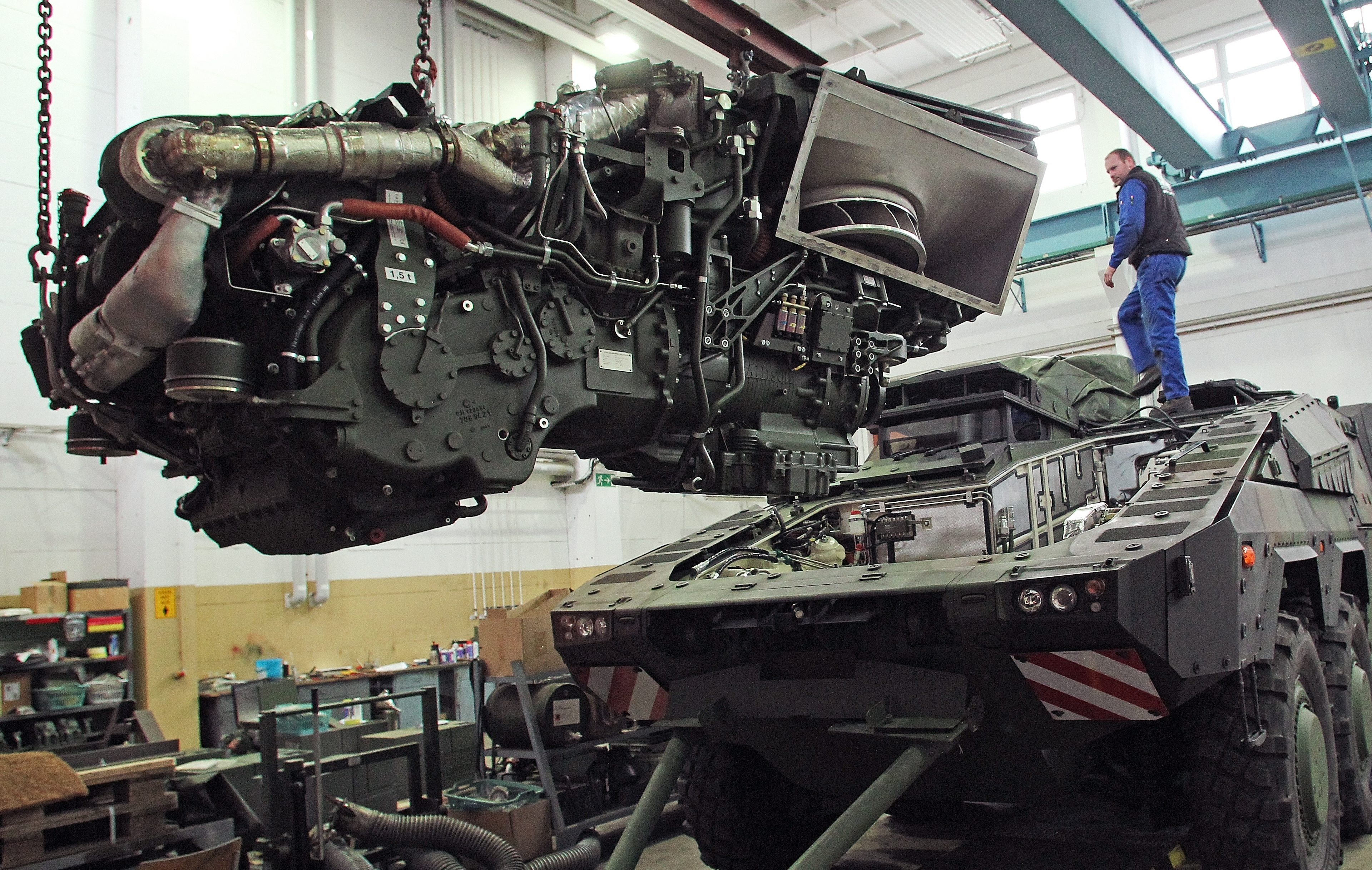
ボクサーのパワーパック

8気筒MTU8V199TE20ディーゼルエンジンとトルクコンバータ付きのアリソンHD4070自動変速機とが一体となったパワーパックは20分で交換可能とされ、フルタイム8輪駆動のマルチリンク独立懸架式のタイヤの内、前輪4つはパワーステアリングによって操行操作される。
破損後も100kmまで走行可能なランフラット・タイヤは、中央タイヤ圧制御装置でタイヤ圧が制御できるため、泥濘地や雪原といった場所でもある程度走破出来る路外機動性が高い。舗装路上では最大103km/hで走行でき、後進は30km/hである。550リットルの燃料搭載量で1,050kmの航続距離がある。

## 装軌型
2022年ユーロサトリで、仏ネクスターと合併したクラウス=マッファイは、ボクサーの各種ミッション・モジュールを応用可能で、最大45トンまでの重装化と不整地機動性の強化をアピールする装軌バージョンを発表した。同車両は、価格高騰によりビジネス上の先行きが無くなっているプーマ装甲歩兵戦闘車に代わる商品。またラインメタルが独自に開発している同クラス車両のリンクス歩兵戦闘車や、これもラインメタルが製造持分の約7割を握っている現状のボクサーに代わる、より自社利益を確保しうる商品という、対抗の意図が強く含まれたものと考えられる。

## 採用国
オランダ
2024年時点で、オランダ陸軍が200両（工兵車型92両、救急車型52両、指揮車型36両、貨物型12両、操縦訓練車型8両）を保有。
 ドイツ
初度調達では272両（APC125両、装甲救急車72両、指揮車65両、操縦訓練車12両）が2009年から納入開始。2度目は2015年発注で改良型（A2)APC131両。2021年の3度目の契約は統合火力支援チーム（JFST）型2両。2024年には4回目と5回目の発注がなされスカイレンジャー30自走対空砲19両、ヴィーゼルウェポンキャリアの後継として、30mm機関砲搭載のオーストラリア軍発注のボクサーCRVとほぼ同型車両が123両が調達される（これはOCCARプログラムに基づく車両の製造や要員訓練の標準化・共同プロセスとも連動している）。2025年6月にはプーマの無人砲塔RCT30を装備した歩兵戦闘車型の、予算39億ユーロ、148両とされる調達計画が発表された。さらに7月末、ボクサー最大3000両の他、パトリアの歩兵戦闘車最大3500両、ユーロファイター戦闘機20機を含む数十億ユーロ規模の調達方針が明かされた。
 リトアニア
M113の後継として2015年12月より88台の購入交渉を開始し、2016年8月22日に契約を結んだ。これらはIFV Vilkasと呼称される。
ジェーンが確認した情報によるとリトアニアの車両はMK44 30mm機関砲および7.62mm機関銃を搭載したラファエル製のサムソンMk IIリモートウェポンステーションで武装される予定である。
2024年時点で、リトアニア陸軍が訓練型2両を含む89両のVilkasを保有している。
 オーストラリア
ASLAVの更新計画Land 400 Phase 2にてプーマ装甲歩兵戦闘車の無人砲塔を搭載した歩兵戦闘車型が提案され、パトリアAMVとの競業の結果、選出。「ボクサーCRV（Combat Reconnaissance Vehicle、偵察戦闘車）｣として211両を総額52億オーストラリアドル（約4,330億円）で導入する予定。
ラインメタル製WOTAN30mm機関砲（30mm×173）を備える「LANCE」砲塔を装備する。この砲塔は2名用で、車体内から遠隔操作も可能。またボクサーCRVにはイスラエル製スパイクLR2対戦車ミサイル発射機も装備される。
2019年9月24日に初号車が引き渡された。
 イギリス
国防省の陸軍の装甲車更新計画に指名選定されている。28億ポンドの予算で500両。内訳は兵員輸送車85、工兵戦闘車60、偵察･火力支援車62、迫撃砲運搬車28、修理回収車50、指揮管制車123、砲兵観測車19、視界外センサープラットフォーム車24、電子戦・シギント車11、装甲救急車61。2023年から配備開始予定。
2024年4月24日、RCH 155を、ウクライナに対し可動車両の大部分を供与したAS-90自走155mm榴弾砲の後継として採用決定が報じられた。具体的なスケジュールや調達数は未定だが、10年内に最低限の戦力化と、当初見積予算額の8億ポンドなら77両、30億ポンドなら291両と推測されている。
 ウクライナ
2022年ロシアのウクライナ侵攻に対抗するドイツからの軍事援助としてAGM砲塔、ドナー自走砲から発展した155mm榴弾砲モジュールを搭載するRCH 155、18両がウクライナへ供与するために2億1,600万ユーロで発注された。ただし引渡は2025年以降になる見込みである。
155mm砲は汎用装輪装甲車としては史上最大の武装となる。RCH155は主にトラックをベースとする既存の装輪自走榴弾砲と比べ、射撃反動を支持するアウトリガーや砲尾を接地させる必要がなく装軌式自走砲並みの即応射撃性能を有している。砲システムは無人化され最小2名での運用が可能で、誘導砲弾に対応し最大射程は50キロを超えるなど先端的な機能性能を備える。2025年1月、当初の予定どおり最初のRCH155、6両がウクライナへ引き渡された。

### 不採用
日本
2017年、ドイツ政府と日本政府は防衛産業に関する協力協定を締結した。 日本は8×8の96式装輪装甲車の後継となる装輪装甲車 (改)の取得事業でボクサーに関する情報を求めており、特にコマツの提案が崩壊したためARTECの協力に参加する機会があった。防衛装備庁によると最終候補選定にボクサーも挙がっていたが、結局はここでボクサーは脱落。2022年12月にパトリアAMVの採用が決定した。